# Tarenna sechellensis
Tarenna sechellensis är en måreväxtart som först beskrevs av John Gilbert Baker, och fick sitt nu gällande namn av Victor Samuel Summerhayes. Tarenna sechellensis ingår i släktet Tarenna och familjen måreväxter. Inga underarter finns listade i Catalogue of Life.